# Донецький міський благодійний фонд «Доброта»
Донецький міський благодійний фонд «Доброта» — українська некомерційна організація, заснована 6 лютого 1998 року. Діяльність фонду спрямована на розвиток цивілізованих форм філантропії у Донецькій громаді.

## Історія
Фонд був створений ініціативною групою медпрацівників, які були переконані, що істотну роль у вирішенні актуальних суспільних проблем, повинна відіграти цивілізована філантропія, причому, перш за все, не гуманітарна допомога з-за кордону, а благодійність громадян і їх організацій самої України.

## Місія та завдання Фонду
Місія Фонду — боротьба з бідністю шляхом відродження цивілізованої громадської благодійності і розвитку соціального партнерства в Донецькій громаді.
- вивчення історії і сучасних досягнень філантропії в Донецьку, Україні, ближньому і далекому Зарубіжжі;
- моніторинг соціальних проблем і соціальний маркетинг у м. Донецьку
- популяризація, ініціація, координація і консолідація філантропічної діяльності в Донецькій громаді
- раціональна організація і надання ефективної благодійної матеріальної допомоги установам охорони здоров'я, освіти, соціального захисту і пенітенціарної системи, а також безпосередньо найбільш потребуючим верствам населення в м. Донецьку
- надання консультативних, освітніх інформаційних і комунікаційних послуг.

## Концепція діяльності Фонду
ДМБФ «Доброта» систематично і цілеспрямовано займається розвитком цивілізованих форм філантропії в Донецькій громаді з 1998 р. Ця діяльність здійснюється на основі принципів соціального підприємництва, тобто впровадження в суспільно-корисну діяльність найефективніших методів і прийомів стало-успішного ведення справ. Зокрема, в розвитку благодійності Фонд вибрав стратегію інтегрованих комунікацій соціального маркетингу: прямий і телефандрейзинг, PR, адвокасі, CRM і соціальна реклама. Впроваджуються інноваційні технології: венчурна філантропія, соціальний франчайзинг і стандартизація менеджменту якості (ISO 9001:2000).

## Основні напрямки діяльності
- Комплексне навчання (майстер-класи, семінари, тренінги, стажування) і консультації з питань розвитку філантропії і соціального підприємництва.
- Соціальний маркетинг: моніторинг соціальних проблем/послуг, стійко успішні взаємостосунки з донорами/реципієнтами, супроводи/адміністрування благодійних проектів.
- Дизайн і менеджмент соціальних проектів приватних осіб і корпорацій.
- Проведення тематичного/цільового фандрейзингу, PR/BTL акцій, здійснення програми підтримки лояльності.
- Публічне лобіювання (адвокасі) — захист і просування інтересів груп населення на рівні громади.
- Виготовлення і розміщення соціальної реклами.
- Впровадження соціальних інновацій (венчурна філантропія, соціальний франчайзинг і стандартизація менеджменту якості).

## Основні проекти
- «Від милостині — до благодійності: популяризація і ініціація філантропічної діяльності в Донецькій територіальній общині». Це базова програма фонду, яка реалізується з 1998 р. У 1998 р. Проект був підтриманий МФ «Відродження», а у 2002–2003 рр. — Київським регіональним відділенням фонду «Євразія».

З 2002р розпочато і успішно розвивається проект «Благодійником може бути кожен»: залучення до благодійної діяльності різноманітних груп населення, навіть тих, що традиційно вважалися виключно реципієнтами.
- «Корпоративна філантропія»: систематичне здійснення діяльності для розвитку теорії і практики вітчизняної корпоративної філантропії.
- «Створення стійко-успішної моделі відродження і розвитку суспільної філантропії в пострадянській громаді»: відродження цивілізованих форм філантропії і посилення благодійного потенціалу в пострадянських громадах шляхом створення на базі фонду інноваційної, технологічно відтворюваної моделі (соціальної франшизи) Фонду розвитку місцевої філантропії (ФРМФ) готової до подальшої передачі зацікавленим суб'єктам в територіальних співтовариствах СНД. Проект у 2006р був підтриманий Фондом Ч. С. Мотта.
- «Сімейні і корпоративні іменні фонди»: створення і адміністрування благодійних проектів об'єднань або окремих організацій, а також трудових колективів і сімей для надання систематичної добровільної і безвідплатної допомоги від їх імені вибраному їм благоотримувачу.
- «Соціальне підприємництво: успішне ведення справ у суспільно-корисній діяльності» — робота по розвитку теорії і практики вітчизняного соціального підприємництва.
- «Шкільний портфель для сироти»: надання допомоги в підготовці до навчального року дітям із соціально вразливих сімей, а також установам, у яких вони навчаються і виховуються;
- «Бачити серцем»: надання допомоги незрячим і особам із слабким зором у розв'язанні численних проблем медико-соціального забезпечення, навчання, виховання, трудової реабілітації та їх інтеграції у світ зрячих;
- «Тепло сердець»: залучення до філантропії тих категорій населення, які традиційно вважаються виключно споживачами благодійності — інвалідів, багатодітних тощо;
- «Доброта очима дітей»: популяризація ідеї милосердя і благодійності серед дітей і підлітків шляхом зображення дітьми свого розуміння доброти на малюнках;
- «SOSтрадание»: організація систематичної благодійної допомоги хворим дітям, позбавленим підтримки з боку рідних і близьких — дітям-сиротам і напівсиротам, бездомним, дітям у місцях позбавлення волі, а також у випадках, коли вартість лікування перевищує матеріальні можливості сім'ї;
- «Артисти до ліжка хворої дитини»: проведення виїзних театралізованих вистав і концертів для дітей, які проходять тривалий курс лікування в установах охорони здоров'я;
- «Боротьба з голодом і жебрацтвом»: відкриття пунктів безкоштовного харчування для літніх жебраків, інвалідів, безпритульних та бездомних дітей;
- «Лицем до лиця, від серця до серця»: пошук індивідуальних благодійників для сімей і самотніх донеччан, які опинилися в кризовій ситуації, а також здобуття корпоративними філантропами постійних партнерів в особі благодійної організації або державної структури.

Загалом Фонд реалізував понад 40 соціальних проектів у сфері охорони здоров'я, освіти, соціального захисту, культури і пенітенціарної системи [4].

## Визнання
Членство в асоціаціях:  
- Український Форум Благодійників (входив до складу Правління - звіти за 2009 [Архівовано 25 липня 2019 у Wayback Machine.] та 2010 [Архівовано 25 липня 2019 у Wayback Machine.] рік)
- Оператор Української Біржі Благодійності [Архівовано 23 липня 2014 у Wayback Machine.]
- Вища координаційна рада соціально-відповідального бізнесу в Україні
- Міжнародна Асоціація громадських організацій, що практикують соціальне підприємництво
- Мережа партнерства НДО і ЗМІ IREX
- Міжнародна Коаліція «Зупинимо туберкульоз разом!»
- Українська мережа Глобального Договору
- Донецька торгово-промислова палата

## Нагороди
Діяльність Фонду високо оцінена авторитетними вітчизняними і міжнародними фахівцями в області філантропії і соціального підприємництва, підтвердженням чого є численні дипломи і нагороди:
- 2015 — Переможець ІІІ Національного конкурсу "Благодійна Україна" у номінації "Благодійник - регіональний благодійний фонд"[1][2]
- 2012 — Переможець Національного конкурсу «Корпоративне волонтерство в Україні-2011» у категорії «Партнерська програма компанії та громадської організації»[3]
- 2010 — Переможець конкурсу Майкрософт Україна «Інновації в розвитку НДО: IT і Інтернет у фандрейзингу»
- 2009 — Диплом лауреата творчого конкурсу IV Національного фестивалю соціальної реклами
- 2008 — Переможець конкурсів «За креативність» і «За точне попадання в ціль» на VII Міжнародному фестивалі PR- технологій
- 2007 — Переможець Національного конкурсу «Благодійник року»[5]
- 2007 — Диплом лауреата III Національного Фестивалю соціальної реклами
- 2006 — Лист подяки Донецької Торговельно-промислової палати «За внесок у розвиток позитивного ділового іміджу Донецької області»
- 2005 — Головний приз «За досягнення у фандрейзингу 2005» на 10-у Міжнародному фандрейзінговом конгресі у Будапешті
- 2005 — Переможець Конкурсу «Новаторські Практики — 2005», організованого в рамках Субрегіонального Відділення інформаційної і Освітньої Мережі для Білорусі, Молдови і України
- 2003 — Переможець конкурсу в номінації «Етика і відвертість як передумова успіху» на III Міжнародному фестивалі по фандрейзингу
- 2002 — Премія Bursary Award від британської організації «The Resource Alliance» за перемогу в міжнародному конкурсі по інноваціях і розвитку фандрейзінгових технологій в Амстердамі
- 2002 — Диплом лауреата Міжнародного академічного рейтингу популярності «Золота Фортуна» в номінації «Громадські організації з турботою про людину»
- 1999 — Диплом переможця Першого міжнародного фестивалю «Золотий Скіф» в номінації «За благодійність»